# Lista de prêmios e indicações recebidos por STAYC
Esta é a lista de prêmios e indicações recebidos por STAYC, primeiro grupo feminino sul-coreano formado pela Hight Up Entertainment, desde sua estreia em 2020. 

## Prêmios e Indicações
| Cerimônia de premiação             | Ano  | Categoria                                    | Indicado / Trabalho | Resultado | Ref.          |
| ---------------------------------- | ---- | -------------------------------------------- | ------------------- | --------- | ------------- |
| Asia Artist Awards                 | 2021 | Nova Onda                                    | STAYC               | Venceu    | [ 1 ]         |
| Asia Artist Awards                 | 2021 | Prêmio de Popularidade (Feminina)            | STAYC               | Indicado  | [ 1 ]         |
| Asia Artist Awards                 | 2023 | Prêmio de Popularidade (Feminina)            | STAYC               | Indicado  | [ 2 ] [ 3 ]   |
| Asia Artist Awards                 | 2023 | Best Musician                                | STAYC               | Venceu    | [ 2 ] [ 3 ]   |
| Asia Model Awards                  | 2021 | Rookie of the Year                           | STAYC               | Venceu    | [ 4 ]         |
| Asia Pop Music Awards              | 2021 | Melhor Novo Artista                          | STAYC               | Indicado  | [ 5 ]         |
| Asia Star Entertainment Awards     | 2024 | Melhor Estrela                               | STAYC               | Venceu    | [ 6 ]         |
| Brand Customer Loyalty Award       | 2021 | Prêmio de Melhor Revelação Feminina          | STAYC               | Venceu    | [ 7 ]         |
| Brand Customer Loyalty Award       | 2022 | Artista Feminina (Estrela em Ascensão)       | STAYC               | Venceu    | [ 8 ]         |
| Brand Customer Loyalty Award       | 2023 | Girl Group Mais Influenciador                | STAYC               | Indicado  | [ 9 ]         |
| Brand of the Year Awards           | 2021 | Prêmio de Revelação Feminina                 | STAYC               | Indicado  | [ 10 ]        |
| Brand of the Year Awards           | 2022 | Idol Feminina do Ano (Estrela em Ascensão)   | STAYC               | Indicado  | [ 11 ]        |
| The Fact Music Awards              | 2021 | Fan N Star Choice - Artista                  | STAYC               | Indicado  | [ 12 ]        |
| The Fact Music Awards              | 2021 | Melhor Novo Artista                          | STAYC               | Venceu    | [ 12 ]        |
| The Fact Music Awards              | 2022 | Fan N Star Choice - Artista                  | STAYC               | Indicado  | [ 13 ]        |
| The Fact Music Awards              | 2022 | Four Star Award                              | STAYC               | Indicado  | [ 13 ]        |
| Gaon Chart Music Awards            | 2021 | Novo Artista do Ano - Digital                | So Bad              | Indicado  | [ 14 ]        |
| Gaon Chart Music Awards            | 2022 | Artista do Ano (Digital) - Setembro          | Stereotype          | Indicado  | [ 15 ]        |
| Gaon Chart Music Awards            | 2022 | Descoberta do Ano - Hot Trend                | STAYC               | Venceu    | [ 15 ]        |
| Gaon Chart Music Awards            | 2023 | Artista do Ano (Digital) - Fevereiro         | RUN2U               | Indicado  | [ 16 ]        |
| Gaon Chart Music Awards            | 2023 | Revelação Mundial do K-POP                   | STAYC               | Venceu    | [ 16 ]        |
| Gaon Chart Music Awards            | 2024 | New Icon of the Year                         | STAYC               | Venceu    | [ 17 ]        |
| Golden Disc Awards                 | 2022 | Digital Bonsang                              | ASAP                | Venceu    | [ 18 ]        |
| Golden Disc Awards                 | 2022 | Rookie of the Year                           | STAYC               | Venceu    | [ 18 ]        |
| Golden Disc Awards                 | 2022 | Seezn Most Popular Artist Awards             | STAYC               | Indicado  | [ 18 ]        |
| Golden Disc Awards                 | 2024 | Digital Bonsang                              | Teddy Bear          | Venceu    | [ 19 ]        |
| Hanteo Music Awards                | 2023 | Artista do Ano (Bonsang)                     | STAYC               | Venceu    | [ 20 ]        |
| Hanteo Music Awards                | 2024 | Artista do Ano (Bonsang)                     | STAYC               | Indicado  | [ 21 ]        |
| Hanteo Music Awards                | 2024 | Post Generation Award                        | STAYC               | Indicado  | [ 21 ]        |
| Korea Culture Entertainment Awards | 2021 | K-Pop Star Award                             | STAYC               | Venceu    | [ 22 ]        |
| Korea First Brand Awards           | 2022 | Idol Feminina em Ascensão                    | STAYC               | Indicado  | [ 23 ]        |
| Korean Music Awards                | 2022 | Best K-pop Song                              | ASAP                | Indicado  | [ 24 ] [ 25 ] |
| Korean Music Awards                | 2022 | Rookie of the Year                           | STAYC               | Indicado  | [ 24 ] [ 25 ] |
| K Global Heart Dream Awards        | 2023 | K Global Bonsang (Prêmio Principal)          | STAYC               | Venceu    | [ 26 ]        |
| Melon Music Awards                 | 2021 | 1theK Original Content Award                 | STAYC               | Venceu    | [ 27 ]        |
| Melon Music Awards                 | 2021 | Revelação do Ano                             | STAYC               | Indicado  | [ 27 ]        |
| Melon Music Awards                 | 2021 | Melhor Grupo Feminino                        | STAYC               | Indicado  | [ 27 ]        |
| Melon Music Awards                 | 2021 | Netizen Popularity Award                     | STAYC               | Indicado  | [ 27 ]        |
| Melon Music Awards                 | 2021 | Top 10 Artist                                | STAYC               | Indicado  | [ 27 ]        |
| Melon Music Awards                 | 2022 | Top 10 Artist                                | STAYC               | Indicado  | [ 28 ]        |
| Melon Music Awards                 | 2022 | Artista do Ano                               | STAYC               | Indicado  | [ 28 ]        |
| Melon Music Awards                 | 2022 | Global Rising Artist                         | STAYC               | Venceu    | [ 28 ]        |
| Melon Music Awards                 | 2023 | Top 10 Artist                                | STAYC               | Indicado  | [ 29 ]        |
| Melon Music Awards                 | 2023 | Music Video of the Year                      | Bubble              | Venceu    | [ 29 ]        |
| Mnet Asian Music Awards            | 2021 | Prêmio Revelação Feminina                    | STAYC               | Indicado  | [ 30 ]        |
| Mnet Asian Music Awards            | 2021 | Worldwide Fan's Choice Top 10                | STAYC               | Indicado  | [ 30 ]        |
| Mnet Asian Music Awards            | 2021 | Musica do Ano                                | ASAP                | Indicado  | [ 30 ]        |
| Mnet Asian Music Awards            | 2021 | Melhor Performance de Dança - Grupo Feminino | ASAP                | Indicado  | [ 30 ]        |
| MTV Europe Music Awards            | 2021 | Melhor Ato Coreano                           | STAYC               | Indicado  | [ 31 ]        |
| Seoul Music Awards                 | 2021 | Revelação do Ano                             | STAYC               | Indicado  | [ 32 ]        |
| Seoul Music Awards                 | 2021 | Prêmio Popularidade da Onda Coreana          | STAYC               | Indicado  | [ 32 ]        |
| Seoul Music Awards                 | 2021 | Prêmio Popularidade                          | STAYC               | Indicado  | [ 32 ]        |
| Seoul Music Awards                 | 2022 | Melhor Performance                           | STAYC               | Venceu    | [ 33 ]        |
| Seoul Music Awards                 | 2022 | Prêmio Principal (Bonsang)                   | STAYC               | Indicado  | [ 33 ]        |
| Seoul Music Awards                 | 2022 | Prêmio Popularidade da Onda Coreana          | STAYC               | Indicado  | [ 33 ]        |
| Seoul Music Awards                 | 2022 | Prêmio Popularidade                          | STAYC               | Indicado  | [ 33 ]        |
| Seoul Music Awards                 | 2022 | U+Idol Live Best Artist Award                | STAYC               | Indicado  | [ 33 ]        |
| Seoul Music Awards                 | 2023 | Bonsang                                      | STAYC               | Venceu    | [ 34 ]        |

## 1° lugar em programas musicais (wins)
| Ano  | Prêmios |
| ---- | --- |
| 2021 | Stereotype - 14 de setembro SBS MTV 《The Show》 - 15 de setembro MBC M 《Show Champion》 - 16 de setembro Mnet 《M Countdown》 |
| 2022 | RUN2U - 1 de março SBS MTV 《The Show》 - 4 de março KBS2 《Music Bank》 - 8 de março SBS MTV 《The Show》 (2 semanas seguidas) - 9 de março MBC M 《Show Champion》 - 10 de março Mnet 《M Countdown》 - 11 de março KBS2 《Music Bank》 (2 semanas seguidas) - 17 de março Mnet 《M Countdown》 (2 semanas seguidas) Beautiful Monster - 26 de julho SBS MTV 《The Show》 |
| 2023 | Teddy Bear - 21 de fevereiro SBS MTV 《The Show》 - 22 de fevereiro MBC M 《Show Champion》 - 24 de fevereiro KBS2《Music Bank》 - 26 de fevereiro SBS 《Inkigayo》 - 8 de março MBC M 《Show Champion》 (2 semanas seguidas) - 11 de março MBC《Music Core》 Bubble - 29 de agosto SBS MTV 《The Show》 - 1 de setembro KBS2《Music Bank》                                 |
| 2024 | Music Bank - 12 de julho KBS2《Music Bank》 |